# あんたのバラード
『あんたのバラード』は、1977年11月にリリースされた世良公則&ツイストのデビュー･シングルである。

## 解説
大阪芸術大学に通っていた世良公則は、大学4年の時に「あんたのバラード」を書き上げる。タイトルに“あんた”と付けたのは、「ブルースには“君”や“あなた”じゃなくて、“あんた”がしっくりくる」とのこと。練習していた東大阪市の楽器店員の薦めでヤマハポピュラーソングコンテストに応募。ここでグランプリを受賞した彼らは世界歌謡祭に出場。グランプリを獲得しレコードデビューを果たした。なお、アルバム『世良公則&ツイスト』には世界歌謡祭での歌唱音源が収録されている。
シングル売上は50万枚を超える。または75万枚。
同曲のヒットで、1978年大晦日の「第29回NHK紅白歌合戦」（ニューミュージックコーナーへ登場）に初出場を果たした。

## 収録曲
1. あんたのバラード(4分30秒)
  - 作詞:世良公則／作曲:世良公則／編曲:世良公則&ツイスト
2. 知らんぷり(4分12秒)
  - 作詞:世良公則／作曲:世良公則／編曲:世良公則&ツイスト

## カバー
- 鳥羽一郎 - アルバム『エンカのチカラ -GOLD 70's-』（2009年4月22日）